# Кук (връх)
Вижте пояснителната страница за други значения на Кук.
Връх Кук или Аораки (на английски: Mount Cook, маорски Aoraki) е най-високият връх в Нова Зеландия, с височина 3724 метра.
Намира се в Южните Алпи, в западната част на Южния остров в близост до крайбрежието. Популярна туристическа дестинация.